# 陳可辛
陳 可辛（ピーター・チャン、英: Peter Chan、1962年 - ）は、映画監督、プロデューサー。イギリス領香港で生まれ、タイで育った。

## 来歴
両親はタイの華人だが、香港で生まれ、8歳のときに家族でタイへ移った。父は映画監督・映画プロデューサーの陳銅民で、1977年には胴民が製作・監督し、千葉真一が主演した日本・香港・タイの合作映画『激殺! 邪道拳』に、主人公を慕う少年役で出演。18歳でアメリカ合衆国へ渡り、21歳で香港に戻った。初めて映画に触れたのはタイ語の字幕でジョン・ウーの作品だったという。
その後、ゴールデン・ハーベストに入り助監督を務め、1990年代初頭にはUFO電影公司に加わり、1991年の初監督作品『愛という名のもとに』が高評価を得た。その後も『君さえいれば/金枝玉葉』『ラヴソング』など現代人の愛情を題材にした作品を数多く生み出している。1999年には、ドリームワークスから『ラブレター/誰かが私に恋してる?』を制作した。2000年以降は多国籍の合作によるアジア映画を多く世に出している。
『ラヴソング』は第16回香港電影金像奨で最優秀作品賞など9部門で受賞し、本人も最優秀監督賞を受賞した。また、第34回金馬奨でも最優秀作品賞を受賞している。2006年には『ウィンター・ソング』で第43回金馬奨の最優秀監督賞を受賞したが、本人は北京にいて授賞式に臨めず、サンドラ・ンが代理として賞を受けている。2008年には『ウォーロード/男たちの誓い』で第27回香港電影金像奨の最優秀作品賞・最優秀監督賞と第45回金馬奨の最優秀作品賞・最優秀監督賞を受賞している。
金城武とは4作品でタッグを組んでいるが、監督した『君さえいれば/金枝玉葉』（1994年）の上映館の隣で、ウォン・カーウァイ監督の『恋する惑星』（1994年）が上映されており、そこで出演していた金城武を「発見」し、「これまでに見た若手俳優の中で、心を動かされたのは彼だけ」と、運命を感じたことを明かしている。

## 作品
※斜体表記は原題もしくは訳題

### 監督
- 愛という名のもとに 双城故事 （1991年）
- 風塵三侠 （1992年）
- 月夜の願い 新難兄難弟 （1993年）
- 君さえいれば/金枝玉葉 金枝玉葉 （1994年）
- 麻麻帆帆 （1996年）
- ボクらはいつも恋してる! 金枝玉葉2 金枝玉葉2 （1996年）
- ラヴソング 甜蜜蜜（1996年）
- ラブレター/誰かが私に恋してる? The Love Letter （1999年）
- THREE/臨死「going home」 三更 - 回家 （2002年）
- 1:99 電影行動 1:99 電影行動 （2003年）
- ウィンター・ソング 如果・愛 （2005年）
- ウォーロード/男たちの誓い 投名状 （2007年）
- 捜査官X 武侠 （2011年）
- アメリカン・ドリーム・イン・チャイナ 中國合伙人 （2013年）※2013東京／沖縄・中国映画週間で上映。
- 最愛の子 親愛的 （2014年）
- 中国女子バレー 奪冠 （2020年）※第16回大阪アジアン映画祭で上映。

### 製作・製作総指揮
- ソルジャー・ドッグス 英雄無涙 （1986年）
- 実録・美女皮剥魔/シリアルキラー 廣州殺人王之人皮日記 （1995年）
- 春の日は過ぎゆく 봄날은 간다 （2001年）
- ジャンダラ Jan Dara （2001年）
- the EYE 【アイ】 見鬼 （2002年）
- THREE/臨死 三更 （2002年）
- the EYE 2 見鬼2 （2004年）
- 美しい夜、残酷な朝 三更2 （2004年）
- the EYE 3 見鬼10 （2005年）
- プロテージ/偽りの絆 門徒 （2007年）
- 追憶の切符 車票 （2008年）
- アイズ The Eye （2008年）
- 孫文の義士団 十月圍城 （2010年）
- フライング・ギロチン 血滴子 （2012年）
- 恋するシェフの最強レシピ 喜欢·你 （2017年）
- チィファの手紙 你好、之華 （2018年）

### 出演
- 激殺! 邪道拳 Soul of Chiba （1977年） - ドトイ